# Lycium pallidum
Lycium pallidum är en potatisväxtart som beskrevs av John Miers. Lycium pallidum ingår i släktet bocktörnen, och familjen potatisväxter. Utöver nominatformen finns också underarten L. p. oligospermum.

## Bildgalleri

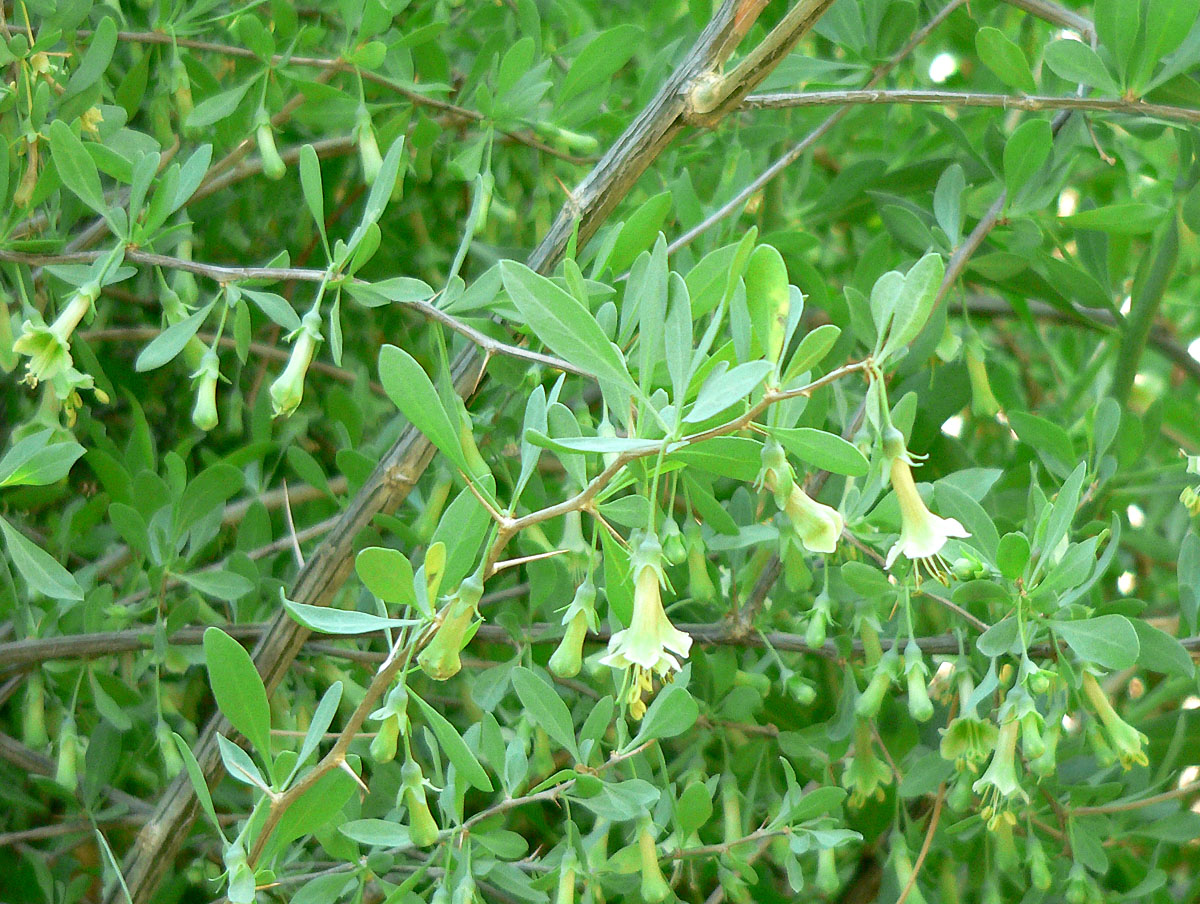
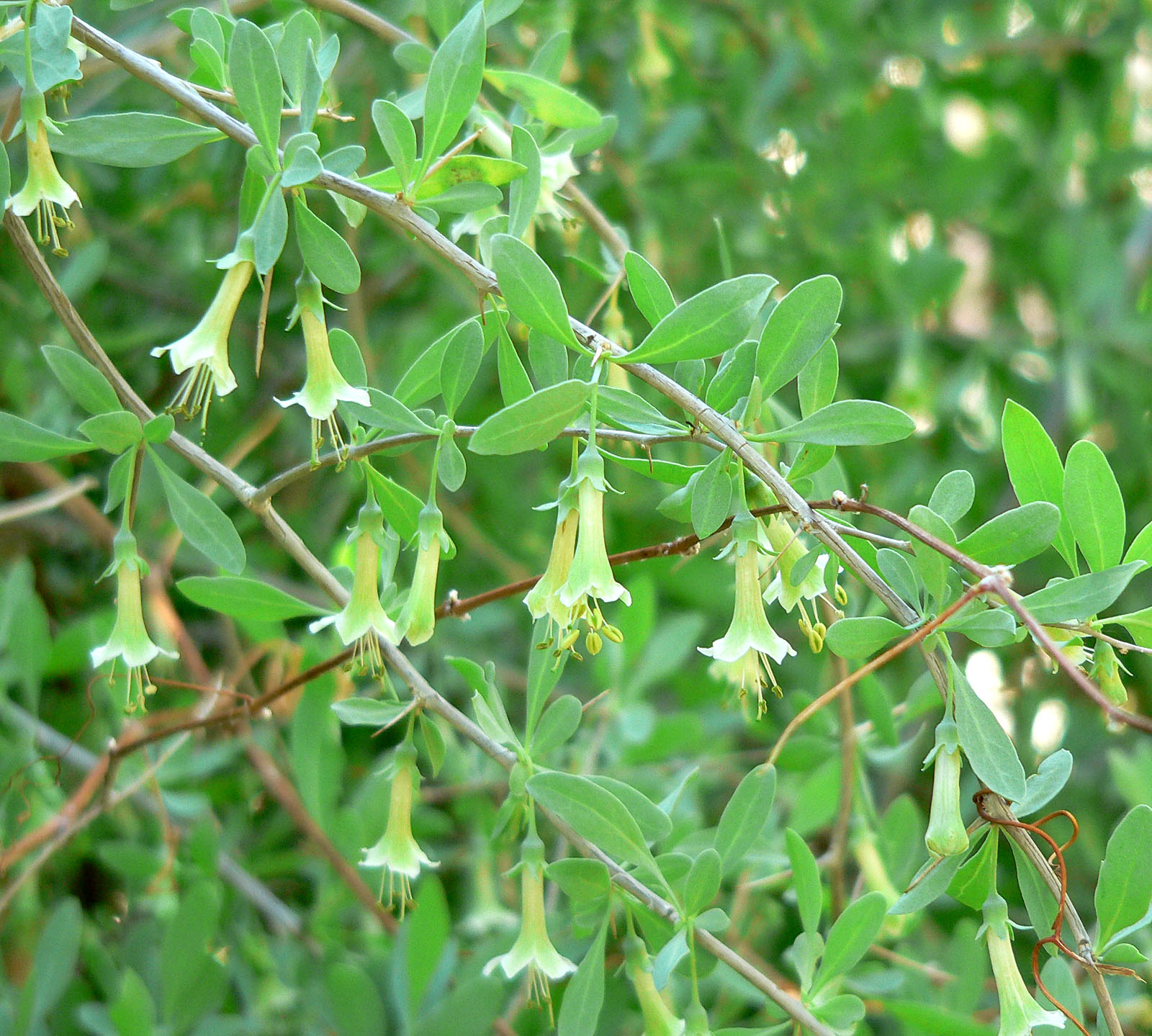
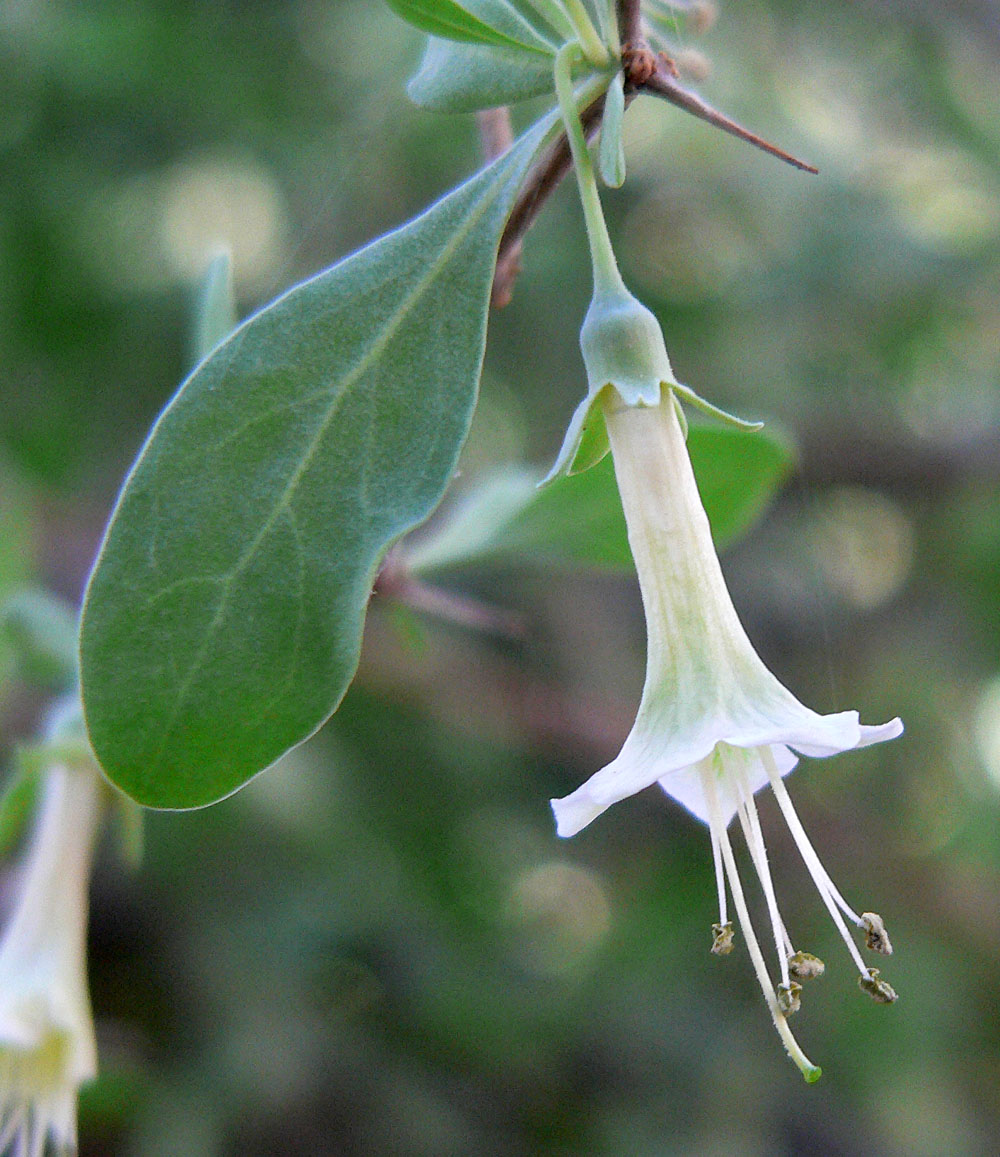
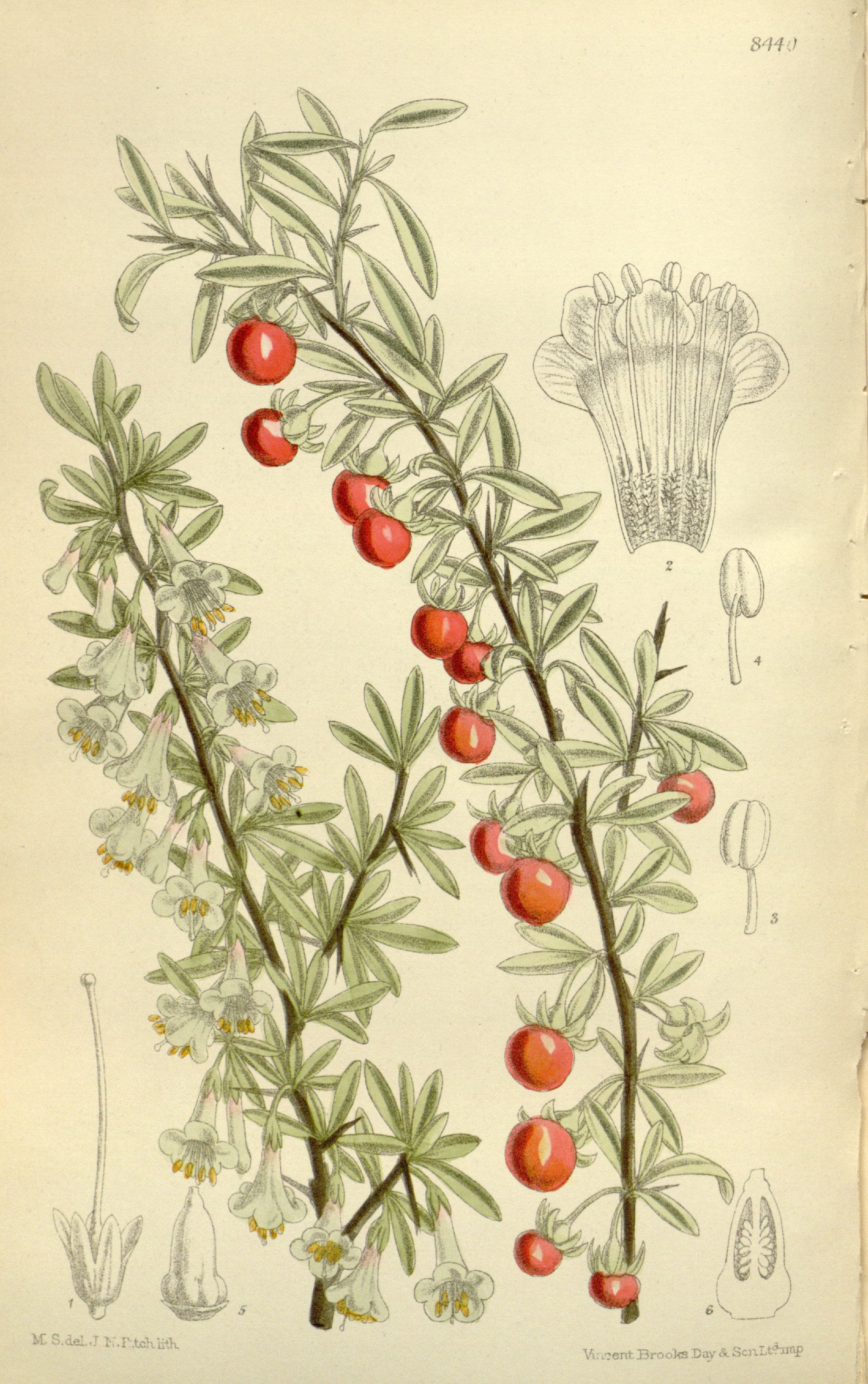